# PSD Bank Arena
De PSD Bank Arena is een voetbalstadion in de Duitse stad Frankfurt am Main. Bespeler van het stadion is de voetbalclub FSV Frankfurt alsmede de tweede elftallen van FSV Frankfurt en Eintracht Frankfurt. Ook Frankfurt Galaxy, dat actief is in American Football speelt in het stadion.
Tot 2006 heette het Stadion am Bornheimer Hang, en is de jaren 2008 en 2009 omgebouwd naar een modern voetbalstadion, wat plaats biedt aan ongeveer 11.000 toeschouwers. De naam Frankfurter Volksbank Stadion bleef tot 2017 in gebruik, tot er een nieuwe sponsor kwam en de naam gewijzigd werd in PSD Bank Arena. Van 2008 tot 2016 speelde FSV Frankfurt nog in de 2. Bundesliga.
Op 3 juni 2016 speelde Kosovo in dit stadion zijn eerste officiële interland tegen de Faeröer.